# Harcerski Zespół Pieśni i Tańca „Dzieci Płocka”
Harcerski Zespół Pieśni i Tańca „Dzieci Płocka” im. druha Wacława Milke – dziecięcy i młodzieżowy harcerski zespół artystyczny, założony w 1946 r. w Płocku przez hm. Wacława Milke.

## Historia powstania
Zespół powstał w 1946 roku z inicjatywy Wacława Milke. Po powrocie z obozu koncentracyjnego Dachau nawiązał współpracę z drużyną starszoharcerską działającą przy Liceum im. Stanisława Małachowskiego w Płocku. Drużyna ta zmieniła profil na artystyczny i stopniowo rozrastała się do zespołu. Pierwsze duże widowisko odbyło się w 1948 roku pod nazwą „Staropolskie Zapusty”. W 1960 roku zespół wystąpił na Polach Grunwaldu z okazji 550 rocznicy Bitwy pod Grunwaldem. W trakcie tras koncertowych grupa wystąpiła m.in. w Teatrze Wielkim w Warszawie, Royal Albert Hall w Londynie i operze w Berlinie.
W 1997 roku z inicjatywy Rady Miasta Płocka nastąpiło przekazanie budynku na siedzibę zespołu przy alei Stanisława Jachowicza 34 w Płocku. W listopadzie 1998 w budynu otwarto Izbę Historii i Tradycji Zespołu.
W 2002 roku zespół wystąpił przed parą cesarską – cesarza Akihito i cesarzowej Michiko w Łazienkach Królewskich w Warszawie. 18.11.2016 roku w Teatrze Dramatycznym w Płocku odbył się Jubileuszowy Koncert z okazji 70-lecia Zespołu. W koncercie wzięli udział: Adam Struzik (Marszałek Województwa Mazowieckiego), Mariusz Bieniek (Starosta Płocki), Andrzej Nowakowski (Prezydent Miasta Płocka)oraz władze harcerskie.
Co roku członkowie zespołu biorą udział w Polonezie Maturzystów na płockim Rynku. Wydarzenie organizowane jest od 2004 roku, z przerwą na czas pandemii.

## Widowiska
Zespół posiada w repertuarze m.in. widowiska:
- „Z biegiem Wisły”;
- „Idą wieki”;
- „Rok Polski w obrzędzie i obyczaju”;
- „Oj wiosna ci to wiosna”;
- „Stąd nasz ród”;
- „Naszym Godłem Orzeł Biały”;
- Suita Kurpiowska (autor muzyki – Faustyn Piasek[2])

## 98 Artystyczna Drużyna Harcerska im. Oskara Kolberga
Przy zespole działa 98 Artystyczna Drużyna Harcerska im. Oskara Kolberga, działająca w Hufcu ZHP Płock. Jej drużynowym jest pwd. Paweł Milke. Siedzibą drużyny jest budynek HZPiT „Dzieci Płocka”.

## Dyrektorzy zespołu
- hm. Wacław Milke – założyciel i pierwszy dyrektor (1946–1987)
- hm Bogdan Rogalski – (1987–2007)[7]
- hm. Andrzej Milke – (2007–2008)
- hm. Tadeusz Milke –  od 2008[8]